# Bianca A. Santos
Bianca Alexa Santos (ur. 26 lipca 1990 w Santa Monica) – amerykańska aktorka, która wystąpiła m.in. w serialu The Fosters i filmie Diabelska plansza Ouija.

## Filmografia

### Filmy
| Rok  | Tytuł                    | Rola                        | Uwagi           |
| ---- | ------------------------ | --------------------------- | --------------- |
| 2013 | The Player               |                             | krótkometr.     |
| 2013 | Bitter Strippers         | Nellie                      | krótkometr.     |
| 2014 | Diabelska plansza Ouija  | Isabelle                    |                 |
| 2015 | The Duff                 | Casey Cordero               |                 |
| 2016 | Little Dead Rotting Hood | Samantha / Red Rotting Hood |                 |
| 2016 | En Passant               | Kandice                     | krótkometr.     |
| 2016 | Beauty of Dirt           | Angel                       | krótkometr.     |
| 2016 | Priceless                | Antonia                     | też producentka |
| 2016 | 48 Hours to Live         | Olivia                      |                 |
| 2016 | The Golden Year          | Amber                       | krótkometr.     |
| 2017 | The Suitcase             | Kelly Baralles              | krótkometr.     |
| 2017 | SPF-18                   | Camilla Barnes              |                 |
| 2017 | Avenge the Crows         | Inez                        |                 |
| 2017 | The Best People          | Bianca                      |                 |
| 2018 | Alcoholocaust            | Lily                        | krótkometr.     |
| 2019 | Don't Say No             | Christie                    | krótkometr.     |

### Telewizja
| Rok        | Tytuł                  | Rola            | Uwagi                   |
| ---------- | ---------------------- | --------------- | ----------------------- |
| 2013       | Brodowski & Company    | Anna            | film telewizyjny        |
| 2013       | Channing               | Cindy           | film TV                 |
| 2013–2016  | The Fosters            | Lexi Rivera     | 15 odcinków             |
| 2014       | Happyland              | Lucy Velez      | 8 odc.                  |
| 2015       | Dream Americano        | Ermenegilda     | film TV                 |
| 2016–2018  | Keeping It 100         | Bobbi           | 4 odc., tez producentka |
| 2017       | Happily Never After    | Victoria        | film TV                 |
| 2019       | Cloak & Dagger         | Del             | 1 odc.                  |
| 2019       | All Rise               | Olivia McLeland | 1 odc.                  |
| 2019, 2022 | Legacies               | Maya            | 5 odc.                  |
| 2021       | Total Badass Wrestling | Liz Estrada     | 10 odc.                 |
| 2022       | Chirurdzy              | Kristen Clark   | 4 odc.                  |